# Solidarni 2010
Solidarni 2010 – film zrealizowany przez dokumentalistkę Ewę Stankiewicz oraz publicystę Jana Pospieszalskiego po katastrofie polskiego Tu-154 w Smoleńsku. Dokument stanowi zapis rozmów prowadzonych pomiędzy ludźmi zgromadzonymi podczas żałoby narodowej po katastrofie na Krakowskim Przedmieściu w Warszawie oraz podczas uroczystości pogrzebowych Pary Prezydenckiej w Krakowie.
W styczniu 2011 roku zarejestrowano w Polsce Stowarzyszenie Solidarni 2010.

## Rozpowszechnianie filmu
Reportaż, wyemitowany 26 kwietnia 2010 w TVP1 o godz. 20:27, obejrzało 1,6 mln widzów i udział TVP1 w czasie jego nadawania wyniósł 10,28% w grupie 4+ oraz 7,15% w grupie komercyjnej 16–49. Emisja filmu nie była wcześniej planowana i nie został on uwzględniony w magazynach z tygodniowym programem TV. W późniejszym okresie dokument można było nabyć wraz z dziennikiem „Rzeczpospolita” (wydanie z dnia 25 maja 2010, nakład 180 tys. egz.).
30 maja 2010 film zaprezentowano w czasie pokazu w Brukseli, zorganizowanego przez Komitet Społeczny „Solidarni 2010”, a w kwietniu 2011 odbyła się trzykrotna projekcja filmu w Chicago w ramach tygodnia „Smoleńsk 2010 – Tydzień Pamięci Narodowej”.

## Kontrowersje
Obraz wzbudził wiele kontrowersji, zarzucano mu m.in. brak obiektywizmu: selektywne wybieranie wypowiedzi, podpowiadanie rozmówcom, udział aktorów i działaczy politycznych jako anonimowych rozmówców. Niektórzy krytycy filmowi wskazywali jednak na jego walory. W obronie filmu wystąpił m.in. reżyser Artur Żmijewski; jego zdaniem do atutów filmu należą: nieukrywanie przez twórców filmu własnych poglądów, oddanie głosu zwykłym ludziom z ulicy, na ogół lekceważonym przez media, oraz poszukiwanie świeckiego języka wyrażania żałoby.
W mediach zwracano uwagę, że wśród wypowiadających się anonimowo byli aktorzy współpracujący z TVP: Mariusz Bulski, Katarzyna Łaniewska i Halina Rowicka, a także Waldemar Bonkowski – były radny Sejmiku Województwa Pomorskiego, członek PiS.
Rada Etyki Mediów uznała, że Jan Pospieszalski w prowadzonych przez siebie relacjach przeżyć ludzi przychodzących w dniach żałoby pod Pałacem Prezydenckim, wykorzystanych także w filmie, naruszył zapisane w Karcie Etycznej Mediów zasady obiektywizmu, a także szacunku i tolerancji. Odrębne zdanie zgłosiło dwoje członków Rady: Tomasz Bieszczad i Teresa Bochwic. Krytycznie o samym filmie wypowiedziała się Komisja Etyki TVP. Jan Pospieszalski nie zgodził się z zarzutami Rady Etyki Mediów.

## Kontynuacje
W maju 2010 podjęto prace nad kontynuacją dokumentu pod roboczym tytułem Solidarni 2010 – część druga. 17 marca 2011 Ewa Stankiewicz i Jan Pospieszalski przedstawili na konferencji prasowej wspólnie zrealizowany film dokumentalny Krzyż, będący kontynuacją filmu Solidarni 2010. Opublikowano go w nakładzie 20 tys. egzemplarzy na płytach DVD; rozpowszechniano go również wraz z książką pod tytułem „Krzyż”, zawierającą wywiad z twórcami obu dokumentów.

## Stowarzyszenie Solidarni 2010

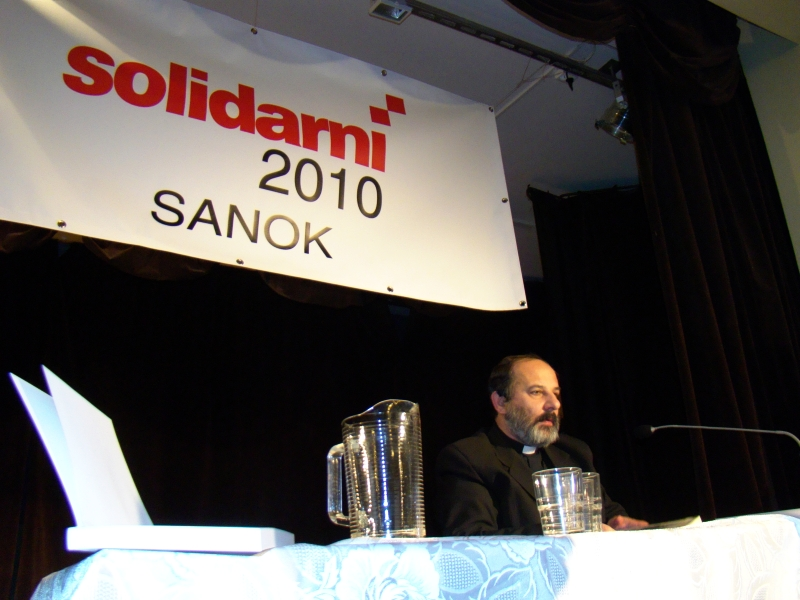
Ks. Tadeusz Isakowicz-Zaleski na spotkaniu Stowarzyszenia Solidarni 2010 w Sanoku (2011)

W 2010 roku powstało Stowarzyszenie Solidarni 2010 z siedzibą we Wrocławiu, którego nazwa nawiązuje do tytułu filmu. Zostało ono wpisane do rejestru stowarzyszeń 31 stycznia 2011; jego prezesem została Ewa Stankiewicz.
10 kwietnia 2011 Stowarzyszenie rozpoczęło protest przed Pałacem Prezydenckim w Warszawie, domagając się dymisji premiera Donalda Tuska i postawienia go przed Trybunałem Stanu za oddanie śledztwa w sprawie katastrofy smoleńskiej „w ręce Rosji”. Stowarzyszenie domagało się też powołania międzynarodowej komisji ds. zbadania przyczyn katastrofy, zgody na ekshumację ciał ofiar i ujawnienia zdjęć satelitarnych NATO z ostatniej fazy lotu samolotu Tu-154M. Protestujący ustawili przed Pałacem Prezydenckim namiot; po jego usunięciu przez służby miejskie był on trzymany przez zmieniające się osoby.
W maju 2011 Zarząd Stowarzyszenia Solidarni 2010 wydał oświadczenie, w którym zaapelował o integrację i współpracę środowisk niepodległościowo-patriotycznych w najbliższych wyborach parlamentarnych; w liście stwierdzono, że jedyną szansę na skuteczną, pozytywną zmianę i uzyskanie bezwzględnej większości parlamentarnej Stowarzyszenie upatruje we wsparciu w tych wyborach Prawa i Sprawiedliwości, w tym także osób, które znajdą się na listach tej partii, a reprezentować będą szerokie zjednoczone środowisko patriotyczne.
28 maja 2011, w trakcie wizyty prezydenta USA Baracka Obamy w Polsce, grupa członków Stowarzyszenia Solidarni 2010 demonstrowała przed Pałacem Prezydenckim w Warszawie, domagając się międzynarodowego śledztwa w sprawie katastrofy w Smoleńsku oraz ujawnienia przez Amerykanów zdjęć satelitarnych z 10 kwietnia 2010 roku.